# Виставковий центр «Fox Cities»
Виставковий центр Fox Cities — багатоцільовий конференц-центр, розташованим у місті Епплтон, штат Вісконсин у Сполучених Штатах.
29 вересня 2016 року на місі виставкового центру Fox Cities були розпочаті роботи. Будівництво було завершено і здано в експлуатацію 11 січня 2018 року, оціночна вартість склала 31,9 мільйона доларів. Фінансування будівництва центру здійснювалося за рахунок 3% податку на готельні номери, що стягується по всій мережі Fox Cities. Він був спроектований Zimmerman Architectural Studios, а Miron Construction служив генеральним підрядником.
Центр використовується в основному для проведення з'їздів, зустрічей, виставок і громадських заходів.

## Особливості
Виставковий центр Fox Cities має 30 000 квадратних футів (2 800 м2) гнучкого простору для зустрічей / конференцій через три окремі зали, які розділені рухомими стінами, що дозволяє налаштовувати простір на один великий зал. Існує також великий двір 17000 квадратних футів (1600 м2) відкритого простору. Центр з'єднаний з сусіднім готелем Red Lion Paper Valley через міст, який містить додаткові 40 000 квадратних футів (3 700 м2) бальних, бенкетних і зустрічних площ. У центрі є 82-футовий шпиль (25 м), який освітлюється світлодіодами в пам'ять про 1882 р., Коли була введена в експлуатацію перша в світі електростанція на р.Фокс в Епплтоні. Світлодіоди можуть бути запрограмовані для відображення різних показів подій протягом року.